# 井波郵便局
井波郵便局（いなみゆうびんきょく）は、富山県南砺市（旧東礪波郡井波町）にある郵便局である。局番号は32020。

## 概要
住所：〒932-0299 富山県南砺市山見釜土947ｰ1

## 沿革
- 1872年7月 - 井波に郵便取扱所を開設[1]。
- 1978年6月3日 - 辻建設により施工された鉄筋コンクリート平屋建て516 m2の局舎の完成式を挙行[2]。

## 取扱内容
- 郵便、印紙、ゆうパック、チルドゆうパック、内容証明、国際郵便、e発送サービス
- 貯金、貯金担保自動貸付け、為替、振替、振込、国債、口座貸越サービス、財形定額貯金、貯金小切手の振出、簡易払い
- 生命保険、バイク自賠責保険、がん保険、引受条件緩和型医療保険
- ゆうちょ銀行ATM

## 周辺
- 真宗大谷派井波別院瑞泉寺